# 1952
- Wikisource

- Wikisource

| Calendário gregoriano                                                        | 1952 MCMLII                         |
| Ab urbe condita                                                              | 2705                                |
| Calendário arménio                                                           | 1401 – 1402                         |
| Calendário bahá'í                                                            | 108 – 109                           |
| Calendário budista                                                           | 2496                                |
| Calendário chinês                                                            | 4648 – 4649 Início a 27 de janeiro  |
| Calendário copta                                                             | 1668 – 1669                         |
| Calendário etíope                                                            | 1944 – 1945                         |
| Calendários hindus - Vikram Samvat - Calendário nacional indiano - Cáli Iuga | 2007 – 2008 1873 – 1874 5052 – 5053 |
| Calendário Holoceno                                                          | 11952                               |
| Calendário islâmico                                                          | 1372 – 1373                         |
| Calendário judaico                                                           | 5712 – 5713 Início a 20 de setembro |
| Calendário persa                                                             | 1330 – 1331 Início a 21 de março    |
| Calendário rúnico                                                            | 2202                                |
| Calendário solar tailandês                                                   | 2495                                |

1952 (MCMLII, na numeração romana) foi um ano bissexto do século XX que começou numa terça-feira, segundo o calendário gregoriano. As suas letras dominicais foram FE. A terça-feira de Carnaval ocorreu a 26 de fevereiro e o domingo de Páscoa a 13 de abril. Segundo o horóscopo chinês, foi o ano do Dragão, começando a 27 de janeiro.

| Evento                                                   | Data            | Hora  |
| -------------------------------------------------------- | --------------- | ----- |
| Aquário                                                  | 21 de janeiro   | 02:39 |
| Peixes                                                   | 19 de fevereiro | 16:57 |
| primavera no hemisfério norte e outono no hemisfério sul |                 |       |
| Carneiro/equinócio                                       | 20 de março     | 16:14 |
| Touro                                                    | 20 de abril     | 03:37 |
| Gémeos                                                   | 21 de maio      | 03:04 |
| verão no hemisfério norte e inverno no hemisfério Sul    |                 |       |
| Caranguejo/solstício                                     | 21 de junho     | 11:13 |
| Leão                                                     | 22 de julho     | 22:08 |
| Virgem                                                   | 23 de agosto    | 05:03 |
| Outono no Hemisfério Norte e Primavera no Hemisfério Sul |                 |       |
| Balança/equinócio                                        | 23 de setembro  | 02:24 |
| Escorpião                                                | 23 de outubro   | 11:23 |
| Sagitário                                                | 22 de novembro  | 08:36 |
| inverno no hemisfério norte e verão no hemisfério sul    |                 |       |
| Capricórnio/solstício                                    | 21 de dezembro  | 21:44 |

| UTC: Portugal Continental, Madeira, Guiné-Bissau e São Tomé e Príncipe Subtrair (-): 1 h nos Açores e Cabo Verde 2 h nas Ilhas oceânicas brasileiras 3 h em Brasília, em Goiás, na Amazônia Oriental Brasileira e no nordeste, sudeste e sul brasileiros 4 h na Amazônia Ocidental Brasileira, Mato Grosso e Mato Grosso do Sul 5 h no Acre e sudoeste do Amazonas Adicionar (+): 1 h em Angola e Guiné Equatorial 2 h em Moçambique 8 h em Macau 9 h em Timor-Leste. |
| Adicionar uma hora durante a vigência do horário de verão: Portugal Continental : De 6 de abril a 5 de outubro de 1952 |

| Ano completo                          |
| ------------------------------------- |
| Ano bissexto com início à terça-feira |

## Eventos
- 1 de fevereiro - Inauguração do Aeroporto Internacional do Rio de Janeiro-Galeão.
- 6 de fevereiro - Isabel II sucede ao seu pai Jorge VI como monarca do Reino Unido.
- 27 de fevereiro - Foi realizada a primeira reunião da ONU na sua sede permanente em Nova York.
- 10 de março - O general Fulgencio Batista toma o poder em Cuba num golpe de estado.
- 15 de março - O Acordo Militar Brasil-Estados Unidos é assinado.
- 14 de maio - Primeira apresentação da Esquadrilha da Fumaça.
- 19 de julho a 3 de agosto - Jogos Olímpicos de Verão de 1952, ocorrem em Helsínquia, onde quase 5 mil atletas participam.
- 1 de novembro - A primeira bomba de hidrogénio, a Ivy Mike é detonada.
- 4 de novembro - O candidato republicano Dwight Eisenhower foi eleito presidente dos Estados Unidos com 55% dos votos.
- 5 de dezembro - Inicia-se o Grande Nevoeiro de 1952, também conhecido como Big Smoke, na cidade de Londres, que durou 4 dias.

## Nascimentos
- 28 de janeiro - Bobbi Campbell, ativista e enfermeiro norte-americano (m. 1984).
- 10 de fevereiro
  - Silvio Brito, cantor brasileiro
  - Lee Hsien Loong, ex primeiro-ministro de Singapura
- 19 de fevereiro - Danilo Türk, presidente da Eslovénia de 2007 a 2012.
- 20 de fevereiro - Abdalá Bucaram, presidente do Equador de 1996 a 1997.
- 4 de maio - Antony Hamilton, ator, modelo e dançarino anglo-australiano (m. 1995).
- 25 de maio - Petar Stoyanov, presidente da Bulgária de 1997 a 2002.
- 16 de junho - Geórgios Papandréu, político grego.
- 1 de julho - Thomas Yayi Boni, ex-presidente do Benim.
- 25 de julho - Eduardo Souto de Moura, arquiteto português.[1]
- 17 de agosto - Nelson Piquet, ex-automobilista brasileiro, campeão do mundo de Fórmula 1 em 1981, 1983 e 1987.
- 20 de setembro - Manuel Zelaya, presidente das Honduras de 2006 a 2009.
- 7 de outubro - Vladimir Putin, presidente da Rússia de 1999 a 2008 e de 2012 até o presente.
- 16 de novembro - Glenn Burke, beisebolista norte-americano (m. 1995).

## Mortes
- 25 de janeiro - Sveinn Björnsson, Presidente da Islândia de 1944 a 1952 (n. 1881).
- 6 de fevereiro - Rei George VI do Reino Unido.
- 30 de março - Jigme Wangchuck, Marajá do Reino do Butão (n. 1905).
- 1 de junho - John Dewey, filósofo e pedagogo norte-americano (n. 1859).
- 3 de junho - Maria Amélia Perdigão Sampaio, professora e política brasileira (n. 1877).
- 21 de julho - Pedro Lascuráin Paredes, Presidente do México em 18 de fevereiro de 1913 (n. 1856).
- 26 de julho - Evita Perón, atriz, política e Primeira-dama da Argentina de 1946 a 1952 (n. 1919).
- 19 de setembro - Maria Matos, atriz portuguesa (n. 1886).
- 22 de setembro - Kaarlo Juho Ståhlberg, Presidente da Finlândia de 1919 a 1925 (n. 1865).
- 27 de setembro - Francisco Alves, cantor brasileiro (n.1898).
- 8 de outubro - Arturo Rawson, Presidente da Argentina de 4 a 7 de junho de 1943 (n. 1885).
- 26 de outubro - Hattie McDaniel, atriz norte-americana, primeira mulher negra a ganhar um Óscar (n. 1893).
- 9 de novembro - Chaim Weizmann, Presidente de Israel de 1949 a 1952 (n.1874).
- 16 de novembro - Charles Maurras, poeta e jornalista francês (n. 1868).

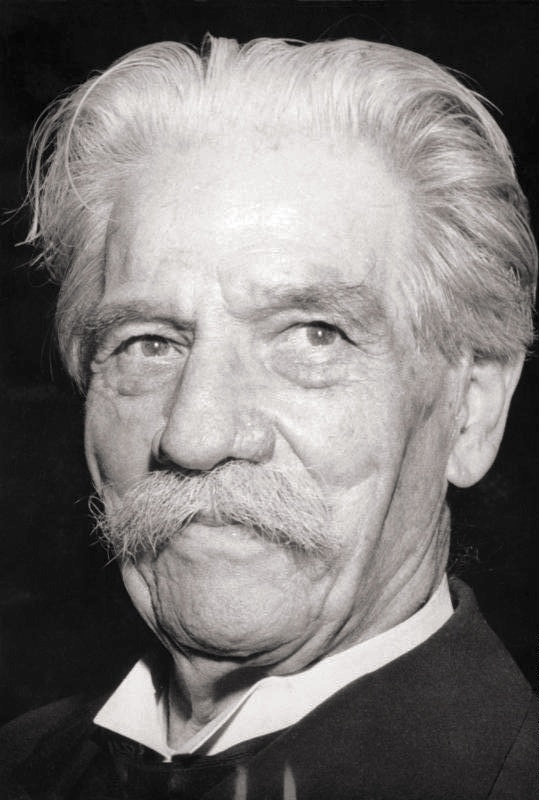
Albert Schweitzer (1875 - 1965), Prémio Nobel da Paz.

## Prémio Nobel
- Física - Felix Bloch, Edward Mills Purcell.
- Química - Archer John Porter Martin, Richard Laurence Millington Synge.
- Medicina - Selman Abraham Waksman.
- Literatura - François Mauriac.
- Paz - Albert Schweitzer.

## Epacta e idade da Lua
| Epacta gregoriana | 7 (VII) |
| Idade da Lua      | Letra h |

## Por tema
- 1952 na arte
- 1952 no Brasil
- 1952 na ciência
- 1952 no cinema
- 1952 no desporto
- Divisões administrativas em 1952
- 1952 no jornalismo
- 1952 na literatura
- 1952 na música
- 1952 na política
- 1952 no teatro
- 1952 na televisão